# Henk Grol
Hindrik Harmannus Arnoldus "Henk" Grol (Veendam, 14 de abril de 1985) é um judoca neerlandês. Foi medalhista de bronze tanto nos Jogos Olímpicos de Verão de 2008, em Pequim, quanto nos Jogos Olímpicos de Verão de 2012, em Londres.